# Bezula
Bezula – osada w Polsce położona w województwie łódzkim, w powiecie wieruszowskim, w gminie Łubnice. W latach 1975–1998 miejscowość należała administracyjnie do województwa kaliskiego.
W okresie międzywojennym w miejscowości stacjonowała placówka Straży Celnej „Mała Bezula”.